# Feliksa Szczerbiak
Feliksa Szczerbiak ps. „Elka” (ur. 19 kwietnia 1924 w Warszawie, zm. 4 stycznia 2006) – łączniczka Powstańczych Oddziałów Specjalnych „Jerzyki”, łączniczka-sanitariuszka powstania warszawskiego.

## Życiorys[3]
W roku 1939 brała udział wraz z rodzicami jako harcerka w przygotowaniach do obrony Warszawy kopała okopy i budowała zapory przeciwczołgowe.
Od 1941 służyła w POS „Jerzyki” pod pseudonimem „Elka” jako łączniczka na Woli, Kole, Żoliborzu w plutonie Michała Panasika „Szczęsnego” oraz łączniczka Ludwika Śmigielskiego „Ludwika”. Na wiosnę 1942 zaprzysiężona w mieszkaniu konspiracyjnym „Tarczyna”. Zajmowała się prasą konspiracyjną, kolportażem, dostarczaniem informacji, pracą społeczną. W październiku 1942 pracowała przymusowo w niemieckiej fabryce zbrojeniowej przy ul. Okopowej i Grzybowskiej. Kolportowała tam gazetki oraz rozklejała plakaty propagandowe. W maju 1943 wraz z plutonem „Szczęsnego” została wcielona do batalionu „Miotła” w Zgrupowaniu „Radosław”. Od listopada 1943 ukrywała się.
Na wiosnę 1944 roku jeździła z meldunkami do lasów w Boernerowie (teraz Bemowo) skąd wracała z informacjami o rozmieszczeniu wojsk niemieckich.
Powstanie warszawskie zastało ją na Woli skąd przedarła się na Koło, służyła w III Obwodzie „Waligóra” (Wola) Warszawskiego Okręgu Armii Krajowej jako łączniczka, a także sanitariuszka. Dostała się do niewoli. Uciekła z transportu wraz z siostrą Elżbietą Wolską „Ewą” oraz innymi powstańcami. Do końca wojny działała w okolicach Grodziska Mazowieckiego pracując w szpitalu dla ocalałych powstańców.

## Odznaczenia[5]
- Krzyż Kawalerski Orderu Odrodzenia Polski
- Krzyż Partyzancki
- Warszawski Krzyż Powstańczy
- Krzyż Armii Krajowej
- Medal za Warszawę
- Medal Zwycięstwa i Wolności 1945
- Odznaka Grunwaldzka
- Odznaka Pamiątkowa „Akcji Burza”
- Srebrna Odznaka Honorowa Związku Inwalidów Wojennych RP